# 9943 Bizan
A 9943 Bizan (ideiglenes jelöléssel (9943) 1989 UG3) a Naprendszer kisbolygóövében található aszteroida. Masayuki Iwamoto és Toshimasa Furuta fedezte fel 1989. október 29-én.